# Гимарайнш
Гимарайнш  (порт.  Guimarães; [gimɐˈɾɐ̃ĩʃ]) — город в Португалии, центр одноимённого муниципалитета в составе округа Брага. Численность населения — 52,2 тыс. жителей (город), 162,6 тыс. жителей (муниципалитет). Гимарайнш называют колыбелью Португалии.

## Расположение
Город расположен в 16 км на юго-восток от адм. центра округа города Брага. Входит в экономико-статистический регион Северный регион и субрегион Ави. По старому административному делению входил в провинцию Минью. 
Муниципалитет граничит:
- на севере — с муниципалитетом Повуа-ди-Ланьозу
- на востоке — с муниципалитетом Фафе
- на юге — с муниципалитетами Фелгейраш, Визела, Санту-Тирсу
- на западе — с муниципалитетом Вила-Нова-ди-Фамаликан
- на северо-западе — с муниципалитетом Брага

## История
Права города предоставлены селению вокруг замка Гимарайнш в 1096 году первым португальским правителем Энрике. 
Здесь 24 июня 1128 года в битве при Сан-Мамеде его сын Афонсу Энрикеш одержал победу над своей матерью Терезой Леонской и провозгласил независимость португальского государства от королевства Леон. Здесь же на следующий день после победы над маврами в битве при Оурике, 26 июля 1139 года, Афонсу Энрикеш провозгласил себя королём независимой Португалии под именем Афонсу I.
Исторический город Гимарайнш ассоциируется со становлением в XII в. португальского национального самосознания. Это исключительно хорошо сохранившийся подлинный пример эволюции средневекового поселения в современный город. Разнообразие типов его зданий раскрывает специфику развития португальской архитектуры в период XV—XIX вв., когда использовались традиционные строительные материалы и методы. В 2001 году исторический центр города объявлен ЮНЕСКО Всемирным культурным достоянием.
Гимарайнш наряду со словенским городом Марибор был «культурной столицей Европы» 2012 года.

## Учебные заведения
В Гимарайнше находится один из двух кампусов Университета Минью (порт. Universidade do Minho) — высшего учебного заведения, основанного в 1973 году. (Второй кампус находится в Браге).

## Районы
| - Алдан - Ароза - Атайнш - Азурен - Балазар - Барку - Бриту - Калделаш - Калвуш - Каштелойнш - Конде - Корвите - Кошта - Крейшомил - Донин - Ферментойнш - Фигейреду - Гандарела | - Жемеуш - Гоминьяйнш - Гонса - Гондар - Гондомар - Гуардизела - Инфанташ - Лейтойнш - Лонгуш - Лорделу - Машкотелуш - Мезан-Фриу - Морейра-де-Конегуш - Нешперейра - Олейруш - Оливейра-ду-Каштелу - Пенселу | - Пиньейру - Полворейра - Понте - Рендуфе - Ронфе - Салвадор-де-Бритейруш - Санта-Эуфемия-де-Празинс - Санта-Леокадия-де-Бритейруш - Санта-Мария-де-Айран - Санта-Мария-де-Соту - Сантьягу-де-Кандозу - Санту-Эштеван-де-Бритейруш - Санту-Тирсу-де-Празинс - Сан-Клементе-де-Санде - Сан-Криштован-де-Селью - Сан-Фауштину - Сан-Жуан-Батишта-де-Айран | - Сан-Жорже-де-Селью - Сан-Лоренсу-де-Санде - Сан-Лоренсу-де-Селью - Сан-Мартинью-де-Кандозу - Сан-Мартинью-де-Санде - Сан-Пайю - Сан-Салвадор-де-Соту - Сан-Себаштиан - Сан-Томе-де-Абасан - Сан-Торкату - Серзеделу - Серзеду - Силвареш - Табуаделу - Уржезеш - Вермил - Вила-Нова-де-Санде |

## Города-побратимы
- Плевен, Болгария
- Лондрина, Бразилия (1987)
- Ми-Сочи, Сан-Томе и Принсипи (1989)
- Брив-ла-Гайард, Франция (1993)
- Игуалада, Испания (1995)
- Такоронте, Испания (1997)
- Туркуэн, Франция (1997)
- Рио-де-Жанейро, Бразилия (1999)
- Кайзерслаутерн, Германия (2000)
- Колония-дель-Сакраменто, Уругвай (2001)
- Компьень, Франция (2006)
- Рибейра-Гранде-де-Сантьягу, Кабо-Верде (2007)